# دبیرستان یادبود نانپی
دبیرستان یادبود نانپی با نام دیگر دبیرستان کیتی یک آموزش متوسطه در کیتی، پوناپی، ایالت پوناپی، ایالات فدرال میکرونزی است. این مدرسه در سال ۲۰۱۸ با ۶۰۰ دانش‌آموز توسط وزارت آموزش و پرورش ایالت پوناپی اداره می‌شد.